# Elias Nicolaou
Elias Nicolaou (griechisch Ηλίας Νικολάου; * 1996) ist ein zypriotischer Badmintonspieler.

## Karriere
Elias Nicolaou gewann 2013 seine ersten nationalen Titel in Zypern, wobei er im Herrendoppel mit George Nicolaou erfolgreich war. Im gleichen Jahr belegte er Rang drei bei den Cyprus International 2013.